# Grand Thur
Pour les articles homonymes, voir Thur.
Le Grand Thur est le sommet de la montagne d'Izieu, située dans le Sud du Bugey. Il se trouve sur la commune d'Izieu et culmine à 758 mètres d'altitude.
Son versant nord-ouest surplombe la vallée du Gland. Dans les autres directions, les pentes sont plus douces.

## Activité humaine
Les roches  calcaires de la montagne d'Izieu ont été exploitées depuis l'Antiquité, notamment près du hameau de Fay (carrière romaine de choin de Fay).
Le GR 59 traverse la montagne d'Izieu, joignant Peyrieu et Izieu, sans passer par le Grand Thur.
La forêt est exploitée.
L'adret du Grand Thur est une zone naturelle d'intérêt écologique, faunistique et floristique.